# Pelecopsis tenuipalpis
Pelecopsis tenuipalpis là một loài nhện trong họ Linyphiidae.
Loài này thuộc chi Pelecopsis. Pelecopsis tenuipalpis được Herman Theodor Holm miêu tả năm 1979.